# Discografia de UFO (banda)
Esta é a discografia da banda UFO, uma banda de hard rock inglesa formada em 1969. A banda fez a transição entre o hard rock e heavy metal e o New Wave of British Heavy Metal. A influência da banda foi fortemente sentida no cenário do heavy metal da década de 1980, e tem sido citados como principal influência de Steve Harris do Iron Maiden, Kirk Hammett do Metallica, Dave Mustaine do Megadeth,  Frank Hannon do Tesla e Mike McCready do Pearl Jam, entre outros.

## Álbuns de estúdio
| Ano  | Título                                                                         | Melhor posição | Melhor posição | Melhor posição | Melhor posição | Melhor posição | Melhor posição | Melhor posição | Certificações |
| Ano  | Título                                                                         | USA            | R.U            | SUE            | NOR            | ALE            | GRE            | JAP            | Certificações |
| ---- | ------------------------------------------------------------------------------ | -------------- | -------------- | -------------- | -------------- | -------------- | -------------- | -------------- | ------------- |
| 1970 | UFO 1 - Lançamento: outubro - Selo: Beacon Records                             | -              | -              | -              | -              | -              | -              | -              | —             |
| 1971 | UFO 2: Flying - Lançamento: outubro - Selo: Beacon                             | -              | -              | -              | -              | -              | -              | -              | —             |
| 1974 | Phenomenon - Lançamento: maio - Selo: Chrysalis Records                        | -              | -              | -              | -              | -              | -              | -              | —             |
| 1975 | Force It - Lançamento: julho - Selo: Chrysalis                                 | 75             | -              | -              | -              | -              | -              | -              | —             |
| 1976 | No Heavy Petting - Lançamento: maio - Selo: Chrysalis                          | 169            | -              | 38             | -              | -              | -              | -              | —             |
| 1977 | Lights Out - Lançamento: maio - Selo: Chrysalis                                | 23             | 54             | 31             | -              | -              | -              | -              | —             |
| 1978 | Obsession - Lançamento: junho - Selo: Chrysalis                                | 41             | 26             | 31             | -              | -              | -              | -              | —             |
| 1980 | No Place to Run - Lançamento: janeiro - Selo: Chrysalis                        | 51             | 11             | 44             | 33             | -              | -              | -              | Prata: 60 000 |
| 1981 | The Wild, the Willing and the Innocent - Lançamento: janeiro - Selo: Chrysalis | 77             | 19             | 27             | -              | -              | -              | -              | —             |
| 1982 | Mechanix - Lançamento: fevereiro - Selo: Chrysalis                             | 82             | 8              | 38             | -              | -              | -              | -              | —             |
| 1983 | Making Contact - Lançamento: fevereiro - Selo: Chrysalis                       | 153            | 32             | 35             | -              | -              | -              | -              | —             |
| 1985 | Misdemeanor - Lançamento: novembro - Selo: Chrysalis                           | 106            | 74             | -              | -              | -              | -              | -              | —             |
| 1992 | High Stakes & Dangerous Men - Lançamento: - - Selo: Razor/Griffin Records      | -              | -              | -              | -              | -              | -              | -              | —             |
| 1995 | Walk on Water - Lançamento: 14 de abril - Selo: Zero Corporation               | -              | -              | -              | -              | -              | -              | 17             | —             |
| 2000 | Covenant - Lançamento: 25 de julho - Selo: Shrapnel Records                    | -              | -              | -              | -              | 53             | -              | 60             | —             |
| 2002 | Sharks - Lançamento: 3 de setembro - Selo: Shrapnel                            | -              | -              | -              | -              | 75             | -              | -              | —             |
| 2004 | You Are Here - Lançamento: 16 de março - Selo: SPV/Steamhammer Records         | -              | -              | -              | -              | -              | -              | 139            | —             |
| 2006 | The Monkey Puzzle - Lançamento: 25 de setembro - Selo: SPV/Steamhammer         | -              | -              | -              | -              | -              | -              | -              | —             |
| 2009 | The Visitor - Lançamento: 2 de junho - Selo: SPV/Steamhammer                   | -              | 99             | -              | -              | 86             | 31             | 217            | —             |
| 2012 | Seven Deadly - Lançamento: 27 de fevereiro - Selo: SPV/Steamhammer             | -              | 63             | 59             | -              | 55             | -              | -              | —             |
| 2015 | A Conspiracy of Stars - Lançamento: 23 de fevereiro - Selo: SPV/Steamhammer    | -              | 50             | -              | -              | 28             | -              | 238            | —             |

## EPs
| Ano  | Título                                                                |
| ---- | --------------------------------------------------------------------- |
| 1988 | Ain't Misbehavin' - Lançamento: 2 de fevereiro - Selo: Revolver Music |

## Álbuns ao vivo
| Ano  | Título                    | Melhor posição | Melhor posição | Certificação |
| Ano  | Título                    | US             | UK             | Certificação |
| ---- | ------------------------- | -------------- | -------------- | ------------ |
| 1972 | UFO Live                  | —              | —              |              |
| 1979 | Strangers in the Night    | 42             | 7              | : Prata      |
| 1986 | Misdemeanor Tour LIVE     | —              | —              |              |
| 1992 | Lights Out in Tokyo Live  | —              | —              |              |
| 2003 | Live on Earth             | —              | —              |              |
| 2007 | Live Throughout the Years | —              | —              |              |

## Coletâneas
| Ano  | Título                                    |
| ---- | ----------------------------------------- |
| 1976 | Space Metal                               |
| 1981 | UFO C'Mon Everybody (Telefunken / Teldec) |
| 1983 | UFO Headstone - The Best of UFO 1983      |
| 1985 | The Collection                            |
| 1986 | Anthology                                 |
| 1988 | The Best of the Rest                      |
| 1992 | The Essential UFO                         |
| 1996 | The Best of UFO: Gold Collection          |
| 1997 | X-Factor: Out There & Back                |
| 2002 | The Best of UFO album: Ten Best Series    |
| 2004 | Flying: The Early Years 1970-1973         |
| 2006 | An Introduction to UFO (2006)             |
| 2008 | The Best of UFO (1974–1983)               |
| 2011 | All the Hits & More - The Early Days      |
| 2011 | The Chrysalis Years: 1973–1979            |
| 2012 | Too Hot to Handle: The Very Best of UFO   |

## Singles
| Ano  | Título                      | UK | US  | US Rock |
| ---- | --------------------------- | -- | --- | ------- |
| 1977 | "Too Hot to Handle"         | —  | 106 | —       |
| 1978 | "Only You Can Rock Me" (EP) | 50 | —   | —       |
| 1979 | "Doctor Doctor" (live EP)   | 35 | —   | —       |
| 1980 | "Shoot Shoot"               | 48 | —   | —       |
| 1980 | "Young Blood"               | 36 | —   | —       |
| 1981 | "Lonely Heart"              | 41 | —   | —       |
| 1982 | "Let It Rain"               | 62 | —   | —       |
| 1982 | "The Writer"                | —  | —   | 23      |
| 1983 | "When It's Time to Rock"    | 70 | —   | —       |
| 1986 | "Night Run"                 | 94 | —   | —       |
| 1986 | "This Time"                 | —  | —   | 47      |

## Álbuns de vídeo
| Ano  | Título                           |
| ---- | -------------------------------- |
| 1994 | Too Hot to Handle - Formato: VHS |
| 2005 | Showtime - Formato: DVD          |

## Bootlegs
| Ano  | Título                                                         |
| ---- | -------------------------------------------------------------- |
| 1993 | T.N.T.                                                         |
| 1995 | BBC Radio 1 - Live in Concert                                  |
| 1995 | Heaven's Gate                                                  |
| 1998 | On With the Action                                             |
| 1998 | Werewolves of London With Schenker, Mogg, Way, Raymond, Dunbar |
| 2000 | Live in Texas                                                  |
| 2001 | Regenerator – Live 1982                                        |
| 2005 | Showtime                                                       |